# Equiterapeut
Equiterapeut är en person som behandlar hästar med störningar från rörelseapparaten genom exempelvis akupunktur, kiropraktik och massage. En equiterapeut arbetar till stor del med att rehabilitera hästar efter veterinärbesök eller i förebyggande syfte. Equiterapeuten driver ofta eget företag och kunderna är bland annat travtränare, galopptränare, ryttare inom olika discipliner samt veterinärer och veterinärkliniker. Det är vanligt att equiterapeuten tecknar långa kontrakt med stall och veterinärkliniker.
Tillgången på kvalitetsgranskad utbildning till equiterapeut har under många år varit relativt begränsad. 1986 startade Helmut Tscharnke den första utbildningen för equiterapeuter i Sverige och 2004 blev den en statlig eftergymnasial kvalificerad yrkesutbildning (KY) motsvarande 80 KY-poäng. Länge var utbildningen den enda i sitt slag i Sverige. Idag (2022) drivs utbildningen i ny regi av Campus Nyköping som en treårig YH-utbildning. Utbildningen är CSN-berättigad.